# Филанда (Комо)
Филанда је насеље у Италији у округу Комо, региону Ломбардија.
Према процени из 2011. у насељу је живело 58 становника. Насеље се налази на надморској висини од 412 м.